# Лайн, Родерик
Сэр Родерик Майкл Джон Лайн KBE CMG (родился 31 марта 1948 г.) — британский дипломат. Работал послом Великобритании в Российской Федерации с 2000 по 2004 г..

## Ранние годы
Сын старшего офицера Королевских ВВС. Поступил в Итонский колледж на стипендию. Продолжил изучать историю в университете Лидса.
В 2004 году получил почетную докторскую степень в Университете Хериот-Ватт.

## Дипломатическая карьера
В 1970 году поступил на работу в Министерство иностранных дел и по делам Содружества (FCO) ;в 1971 году записался в Армейскую языковую школу, где изучал русский язык. В 1972 году был назначен третьим секретарем посольства в Москве. В 1974 году был отправлен в Дакар и вернулся в FCO в 1976 году. В 1979 году он был назначен помощником личного секретаря министра иностранных дел лорда Кэррингтона. В 1982 году был назначен первым секретарем UKMIS в Нью-Йорке, где проработал до 1986 года, когда его направили в Chatham House в Лондоне. С 1987 по 1990 год он был советником и руководителем канцелярии Посольства Великобритании в Москве.
Между 1990 и 1993 годами был главой Советского, а затем Восточного отдела Министерства внутренних дел. На три года с 1993 года был прикомандирован к Даунинг-стрит, 10 в качестве личного секретаря премьер-министра Джона Мейджора, консультируя по иностранным делам, обороне и Северной Ирландии. С 1997 по 2000 год работал постоянным представителем UKMIS в Женеве, а затем завершил дипломатическую карьеру в качестве посла Её Величества в России.

## После выхода в отставку
Является заместителем председателя Chatham House, где с 1986 по 1987 год он был приглашенным научным сотрудником. Является также советником JPMorgan Chase . Является неисполнительным директором Petropavlovsk plc (ранее Peter Hambro Mining) и членом правления Российско-Британской торговой палаты; входит в совет управляющих Кингстонского университета является управляющим фондом Дитчли . С 2005 по 2007 год был членом Рабочей группы Трехсторонней комиссии по России. В 2009 году был назначенн в Тайный совет. В настоящее время входит в состав Консультативного совета Front Row Group of Companies Ltd.

## Личная жизнь
В 1969 году женился на Аманде Мэри Смит. У них двое сыновей (1971 и 1974) и дочь (1981).

## Избранные публикации
- Sir Roderic Lyne. Putin's Ukraine dilemma, and the security threat to Europe (англ.). Americas’ Global Role. Chatham House (21 декабря 2021). Дата обращения: 26 декабря 2021.